# Gras (Ardèche)
Pour les articles homonymes, voir Gras.
Gras [ɡʁa]  est une commune française, située dans le département de l'Ardèche en région Auvergne-Rhône-Alpes.

## Géographie

### Situation

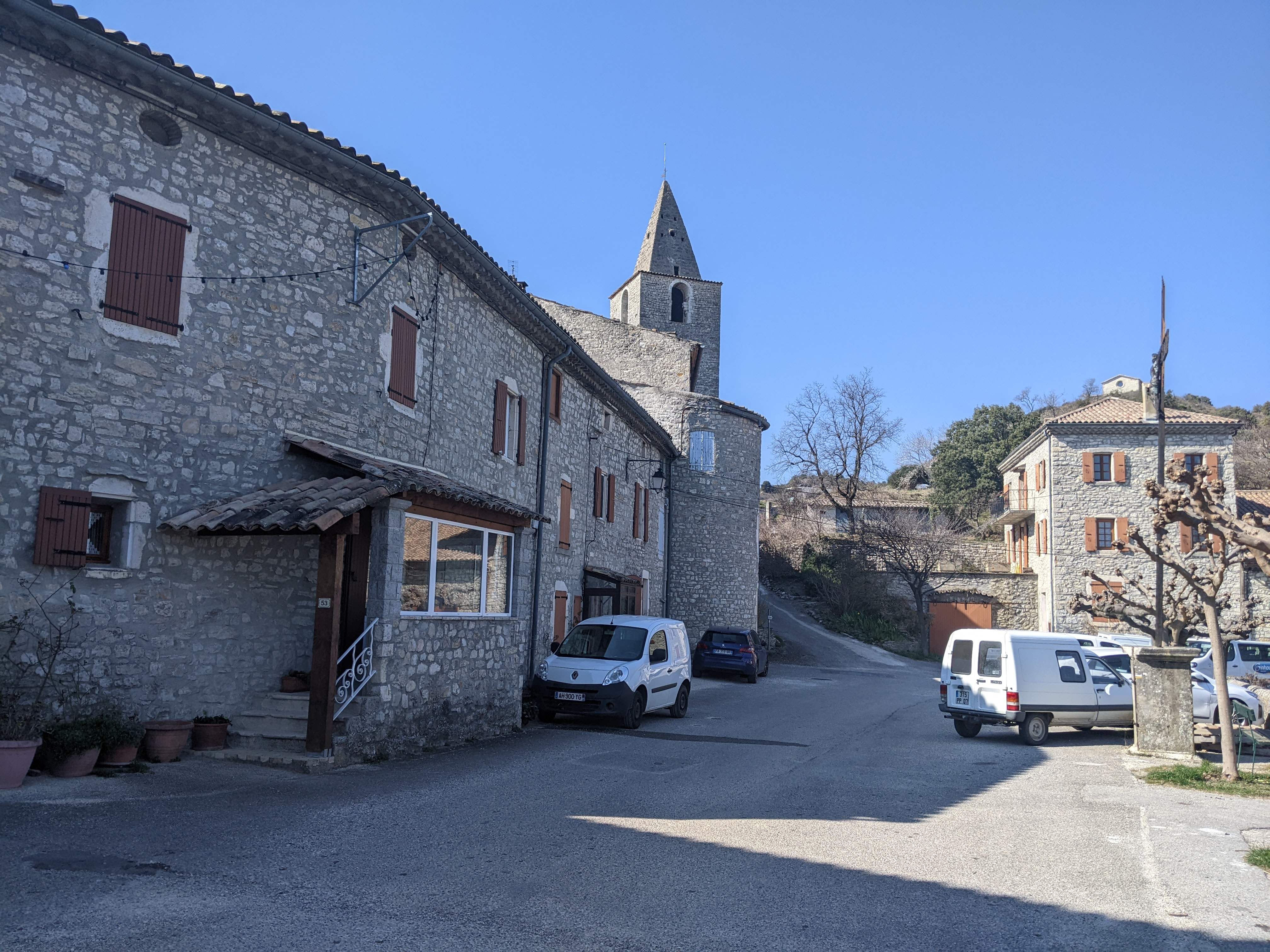
L'entrée du village par le nord-est.

Gras est un village relativement isolé du sud du département de l'Ardèche, proche du site des gorges de l'Ardèche situé à 12 km à vol d'oiseau au nord-est de Vallon-Pont-d'Arc,.22 km au sud-est d'Aubenas, 20 km au sud-ouest de Montélimar et 49 km au nord d'Uzès.
La commune, proche de la vallée du Rhône, n'est pas situé dans le plateau des Gras comme son nom le laisserait penser, mais sur le plateau du Laoul, au pied de la Dent de Rez, qui est le massif culminant de la Basse Ardèche avec ses 719 m.
Gras est parcouru par plusieurs chemins de randonnée.
Elle se trouve dans la zone d'emploi et le bassin de vie de Bourg-Saint-Andéol

### Communes limitrophes
Les communes limitrophes sont  Bidon, Bourg-Saint-Andéol, Lagorce, Larnas, Saint-Maurice-d'Ibie, Saint-Montan, Saint-Remèze et Valvignères.

### Géologie et relief
La superficie de la commune est de 56,68 km2 ; son altitude varie de 120  à   732 mètres. 

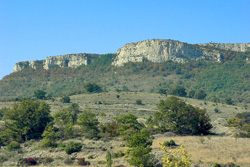
La Dent de Rez.

### Hydrographie

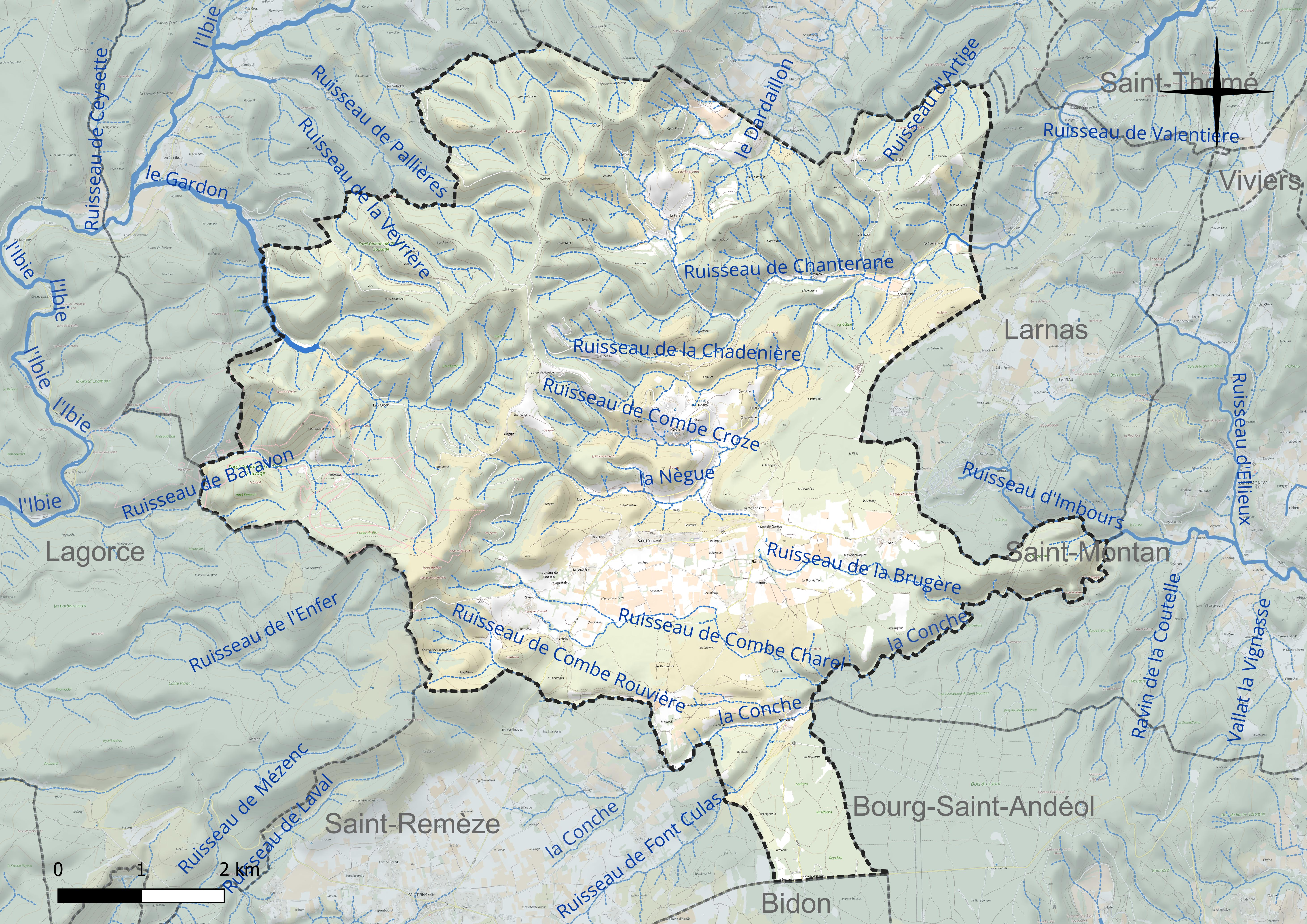
Carte hydrographique de la commune

Il n'existe pas de cours d'eau notable à l'exception de la Négue, affluent de l'Escoutay et de ses quelques ruisseaux qui l'alimentent.

### Climat
Pour des articles plus généraux, voir Climat d'Auvergne-Rhône-Alpes et Climat de l'Ardèche.
En 2010, le climat de la commune est de type climat méditerranéen altéré, selon une étude du CNRS s'appuyant sur une série de données couvrant la période 1971-2000. En 2020, Météo-France publie une typologie des climats de la France métropolitaine dans laquelle la commune est dans une zone de transition entre le climat de montagne et le climat méditerranéen et est dans la région climatique Provence, Languedoc-Roussillon, caractérisée par une pluviométrie faible en été, un très bon ensoleillement (2 600 h/an), un été chaud (21,5 °C), un air très sec en été, sec en toutes saisons, des vents forts (fréquence de 40 à 50 % de vents > 5 m/s) et peu de brouillards.
Pour la période 1971-2000, la température annuelle moyenne est de 12,3 °C, avec une amplitude thermique annuelle de 17,4 °C. Le cumul annuel moyen de précipitations est de 1 052 mm, avec 6,6 jours de précipitations en janvier et 4,2 jours en juillet. Pour la période 1991-2020, la température moyenne annuelle observée sur la station météorologique de Météo-France la plus proche, « Vallon Sa », sur la commune de Vallon-Pont-d'Arc à 12 km à vol d'oiseau, est de 13,8 °C et le cumul annuel moyen de précipitations est de 1 004,7 mm,. Pour l'avenir, les paramètres climatiques de la commune estimés pour 2050 selon différents scénarios d'émission de gaz à effet de serre sont consultables sur un site dédié publié par Météo-France en novembre 2022.

### Paysages
La commune se trouve dans un environnement de garrigue constitué de chênes verts ou blancs, de buis, de cades, de genévriers et de genêts. On y trouve des structures de pierres héritées de l'ancien pastoralisme : capitelles, murs de pierre, clampas, faïsses…

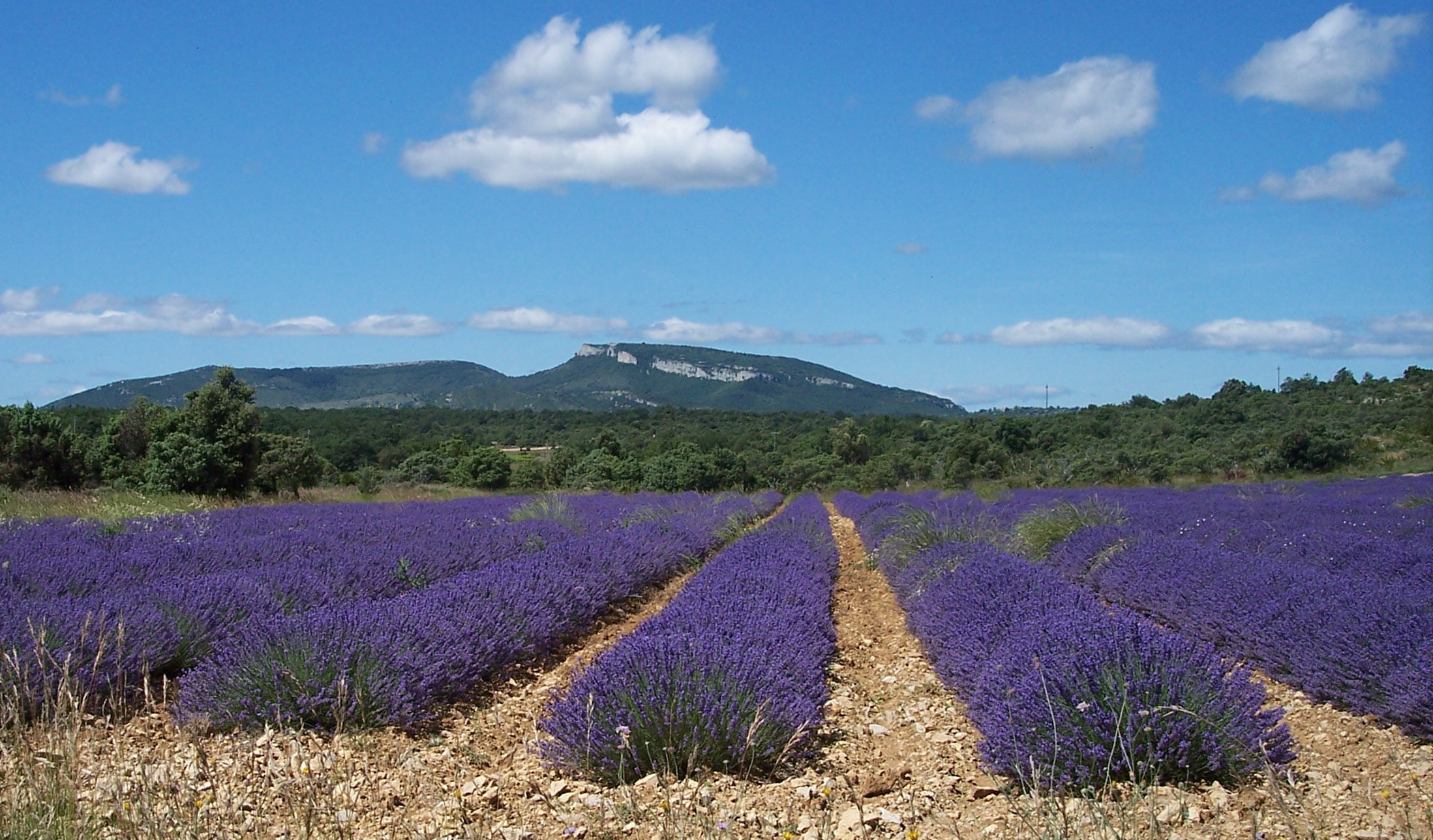
Champ de lavandes et la Dent de Rez dans le lointain.

## Urbanisme

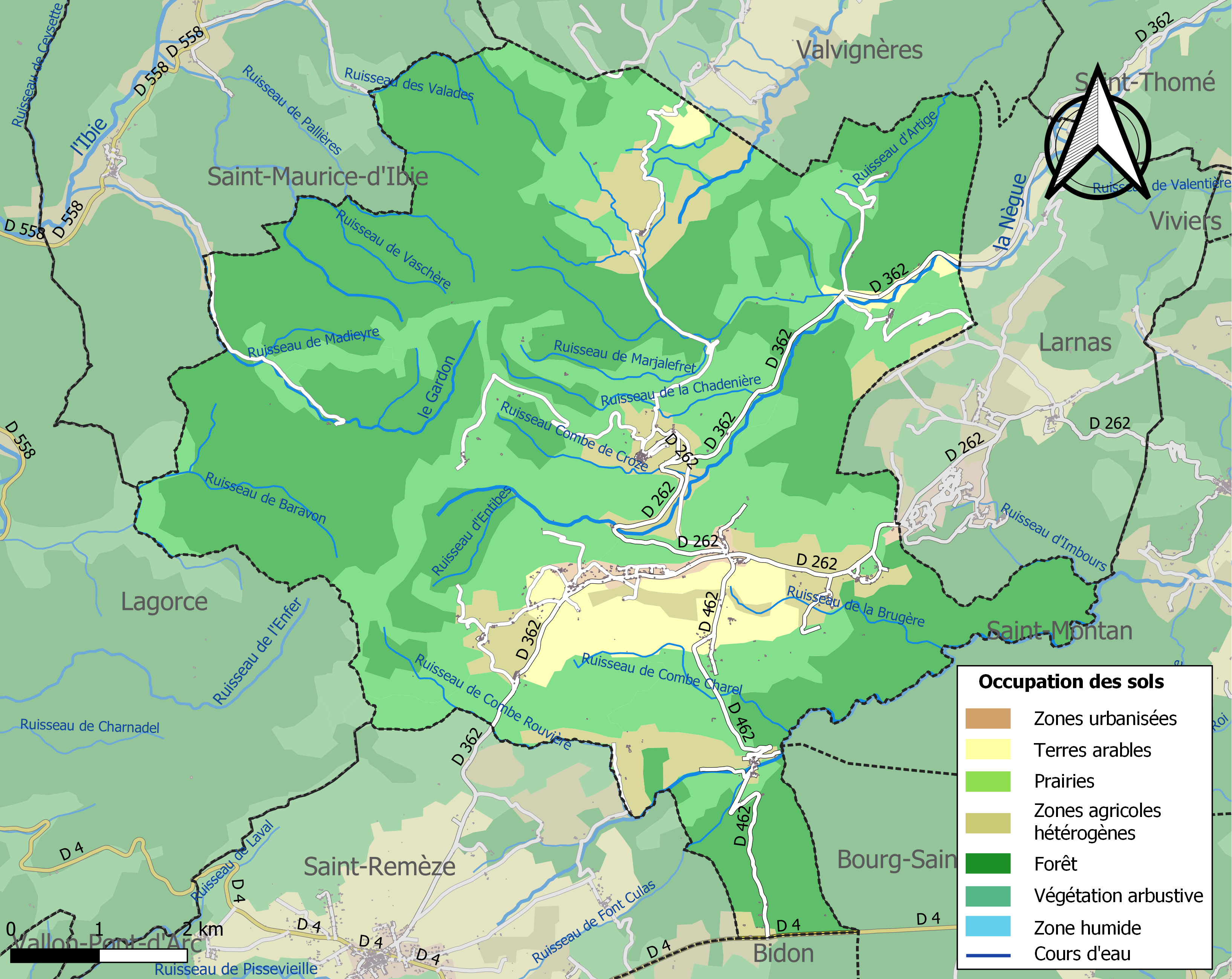
Carte des infrastructures et de l'occupation des sols de la commune en 2018 (CLC).

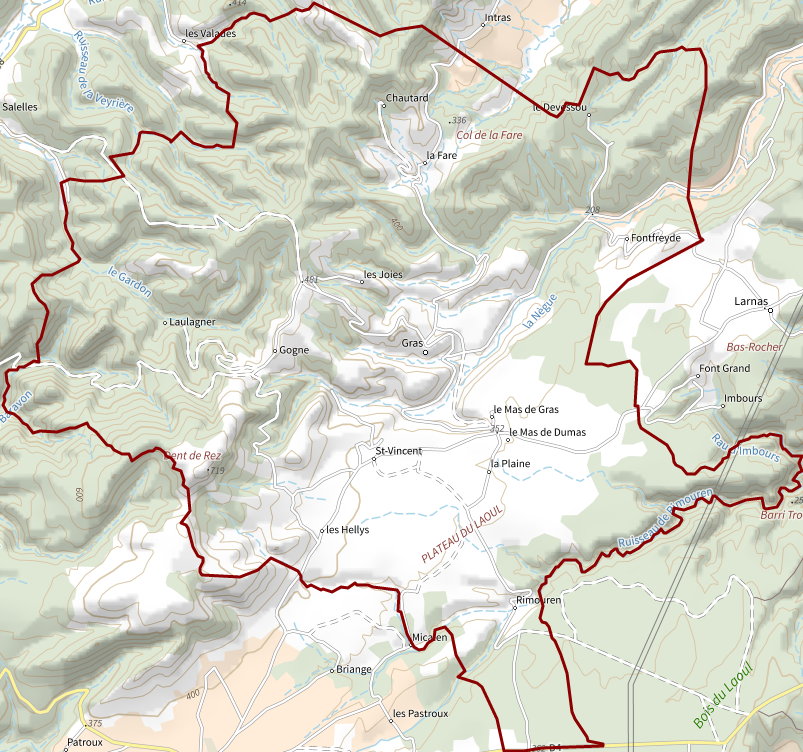
Carte topographique de la commune.

### Typologie
Au 1er janvier 2024, Gras est catégorisée commune rurale à habitat très dispersé, selon la nouvelle grille communale de densité à 7 niveaux définie par l'Insee en 2022.
Elle est située hors unité urbaine et hors attraction des villes,.

### Occupation des sols
L'occupation des sols de la commune, telle qu'elle ressort de la base de données européenne d’occupation biophysique des sols Corine Land Cover (CLC), est marquée par l'importance des forêts et milieux semi-naturels (85,2 % en 2018), une proportion sensiblement équivalente à celle de 1990 (85,5 %). La répartition détaillée en 2018 est la suivante : 
forêts (51,6 %), milieux à végétation arbustive et/ou herbacée (33,5 %), zones agricoles hétérogènes (9,1 %), cultures permanentes (4,8 %), zones urbanisées (0,9 %).
L'évolution de l’occupation des sols de la commune et de ses infrastructures peut être observée sur les différentes représentations cartographiques du territoire : la carte de Cassini (XVIIIe siècle), la carte d'état-major (1820-1866) et les cartes ou photos aériennes de l'IGN pour la période actuelle (1950 à aujourd'hui).

### Lieux-dits, hameaux et écarts
- Saint-Vincent
- Rimouren

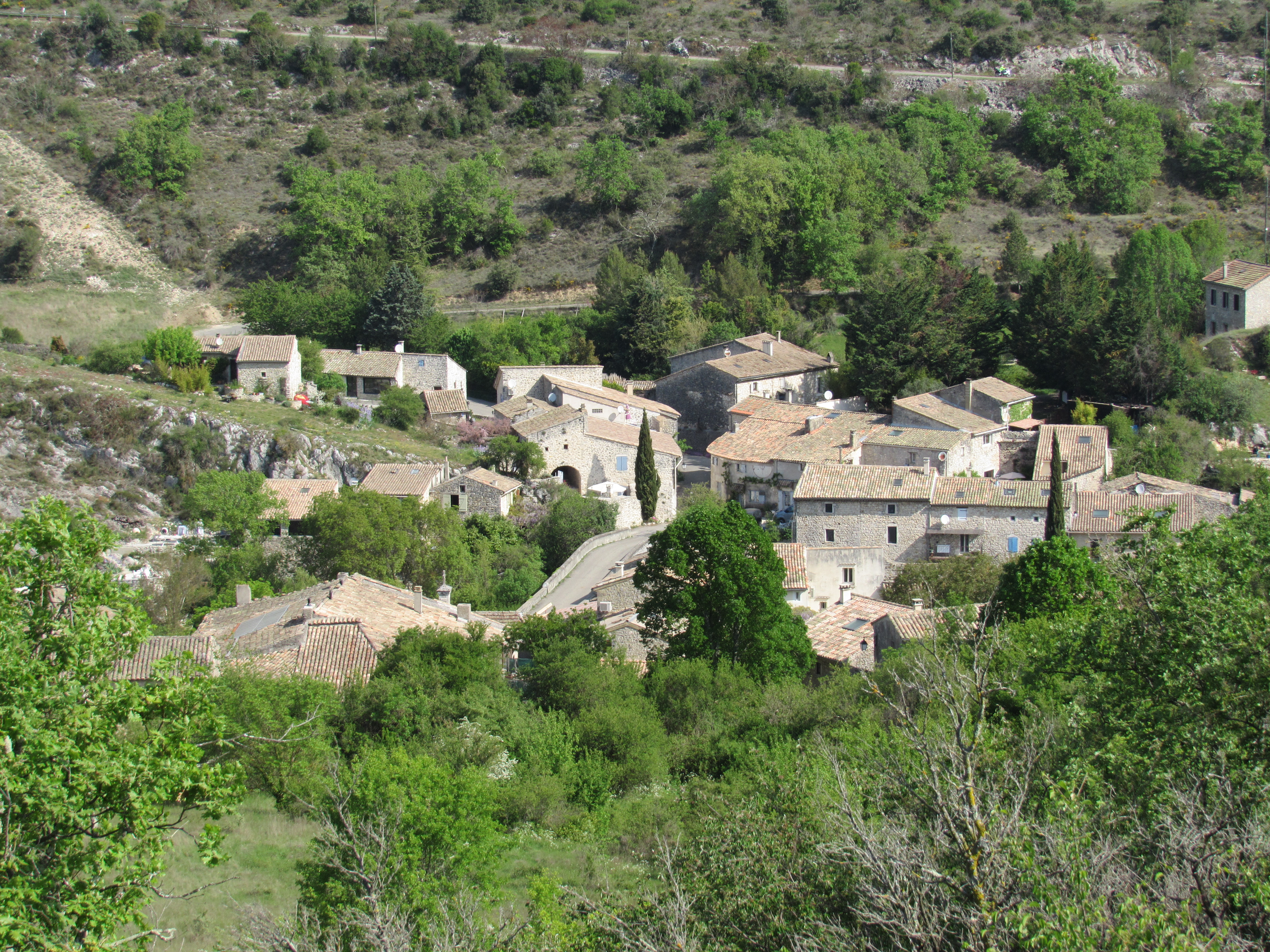
Le hameau de Rimouren

### Voies de communication et transports
Le territoire communal est traversé par les RD 262 et 362.

### Risques naturels et technologiques

#### Risques sismiques
L'ensemble du territoire de la commune de Gras est situé en zone de sismicité no 3 (sur une échelle de 1 à 5), comme la plupart des communes situées à proximité de la vallée du Rhône, mais non loin de la zone no 2 qui correspond au plateau ardéchois.
| Type de zone | Niveau            | Définitions (bâtiment à risque normal) |
| ------------ | ----------------- | -------------------------------------- |
| Zone 3       | Sismicité modérée | accélération = 1,1 m/s2                |

## Toponymie

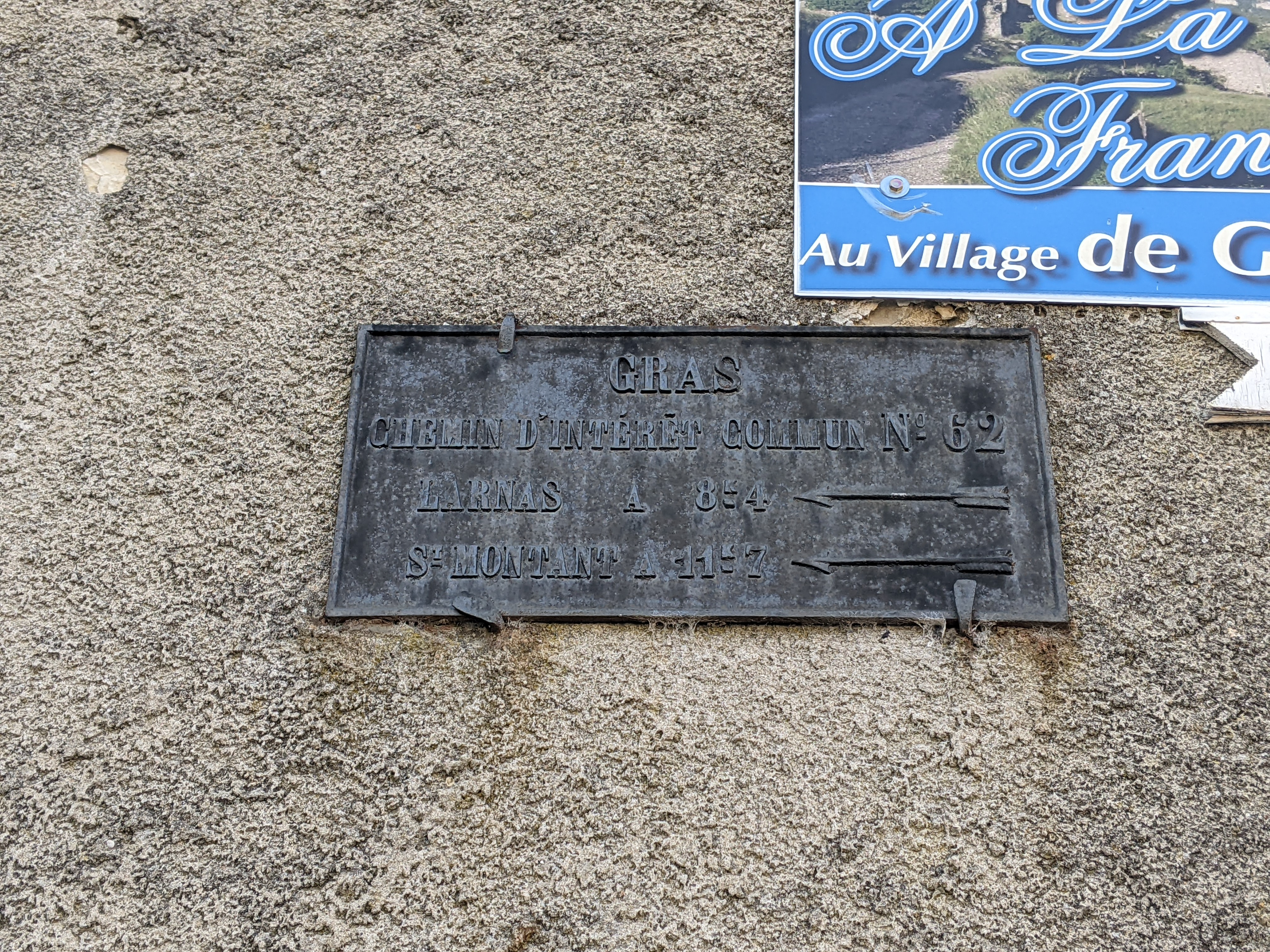
Plaque de cocher.

## Histoire

Gras au début du XXe siècle
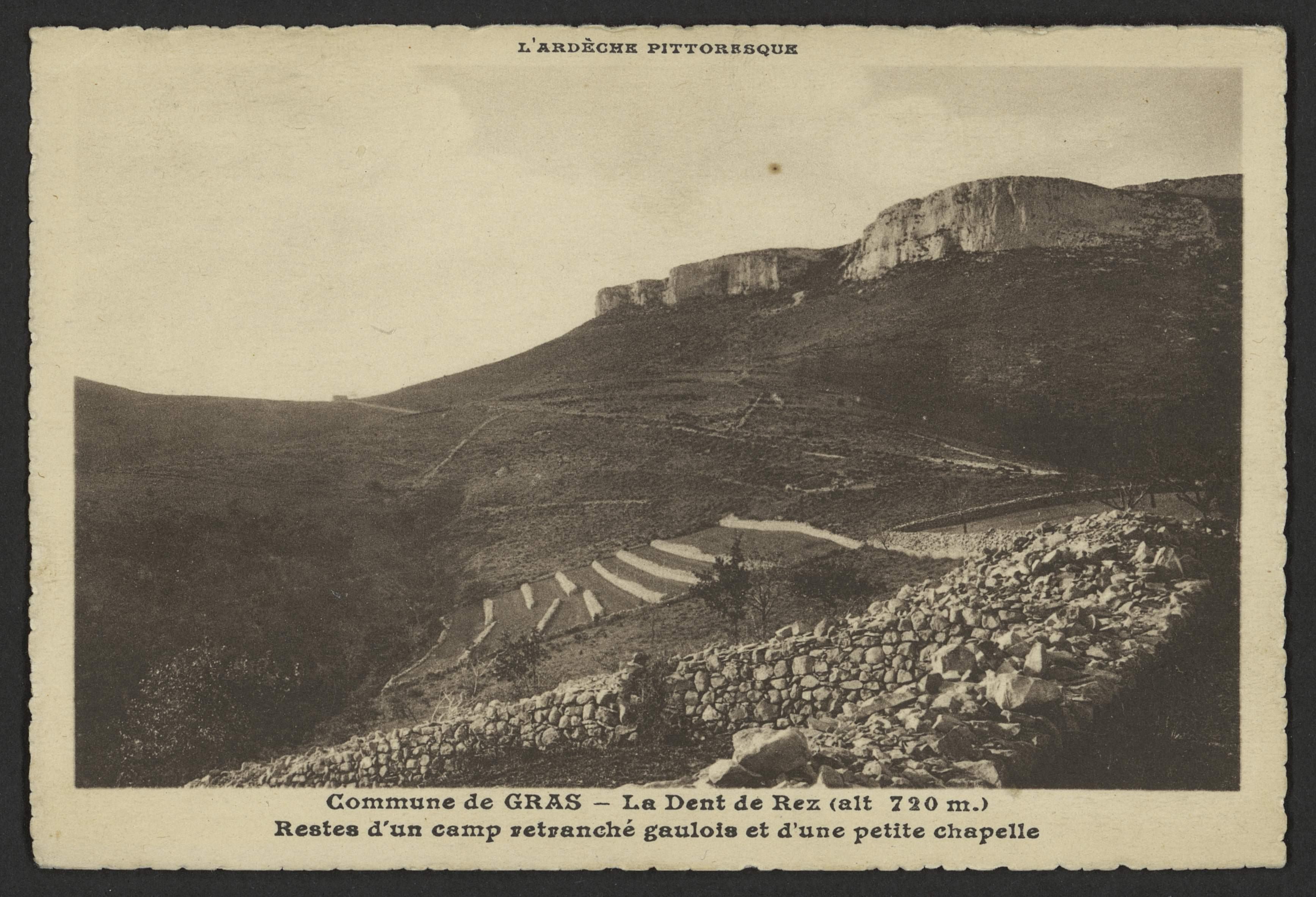
La Dent de Rez (restes d'un camp retranché gaulois et d'une petite chapelle).

## Politique et administration

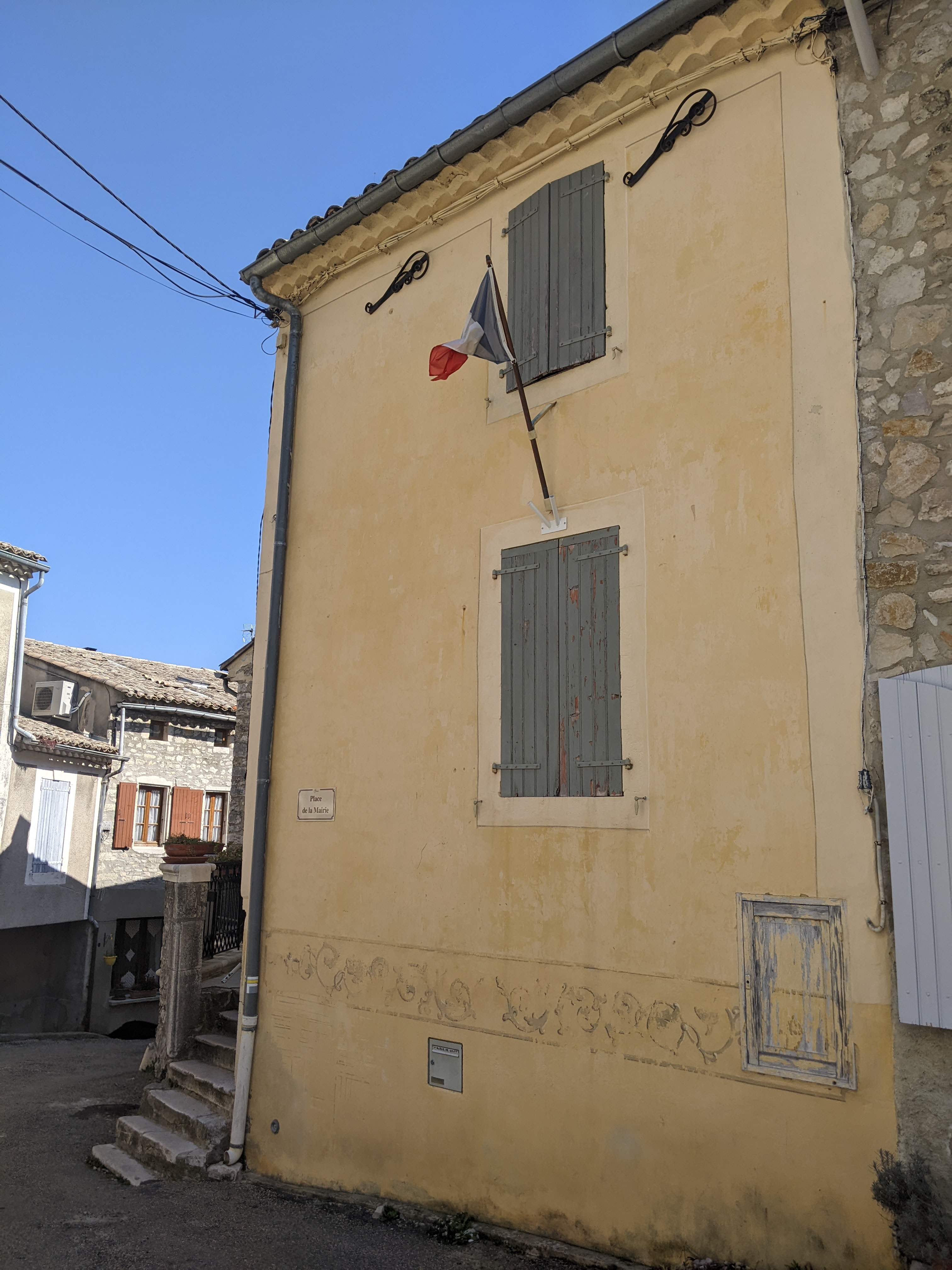
La mairie.

### Rattachements administratifs et électoraux

#### Rattachements administratifs
La commune se trouve dans l'arrondissement de Privas du département de l'Ardèche.
Elle faisait partie depuis 1793 du canton de Bourg-Saint-Andéol. Dans le cadre du redécoupage cantonal de 2014 en France, cette circonscription administrative territoriale a disparu, et le canton n'est plus qu'une circonscription électorale.

#### Rattachements électoraux
Pour les élections départementales, la commune fait partie depuis 2014 d'un nouveau canton de Bourg-Saint-Andéol dont la composition a été remaniée.
Pour l'élection des députés, elle fait partie de la première circonscription de l'Ardèche.

### Intercommunalité
Gras est membre de la communauté de communes Du Rhône aux Gorges de l'Ardèche, un établissement public de coopération intercommunale (EPCI) à fiscalité propre créé fin 2003 et auquel la commune a transféré un certain nombre de ses compétences, dans les conditions déterminées par le code général des collectivités territoriales.

### Liste des maires
| Période                                  | Période                        | Identité           | Étiquette | Qualité                                                                                       |
| ---------------------------------------- | ------------------------------ | ------------------ | --------- | --------------------------------------------------------------------------------------------- |
| Les données manquantes sont à compléter. |                                |                    |           |                                                                                               |
|                                          | mars 1983                      | René Marquet       |           |                                                                                               |
| mars 1983                                | juin 1995                      | Marcel Soboul      |           |                                                                                               |
| juin 1995                                | 1998                           | Marc Luneau        |           |                                                                                               |
| 1998                                     | avril 2024                     | Jean-Paul Croizier | DVG       | Agriculteur Président de la CC Du Rhône aux Gorges de l'Ardèche (2003 → 2020) Démisssionnaire |
| avril 2023                               | En cours (au 30 novembre 2023) | Olivier Chautard   |           | Producteur – Veau et bœuf                                                                     |

## Équipements et services publics

### Enseignement
La commune est rattachée à l'académie de Grenoble.

## Population et société
Les habitants sont appelés les Grassois.

### Démographie
L'évolution du nombre d'habitants est connue à travers les recensements de la population effectués dans la commune depuis 1793. Pour les communes de moins de 10 000 habitants, une enquête de recensement portant sur toute la population est réalisée tous les cinq ans, les populations de référence des années intermédiaires étant quant à elles estimées par interpolation ou extrapolation. Pour la commune, le premier recensement exhaustif entrant dans le cadre du nouveau dispositif a été réalisé en 2006.

En 2022, la commune comptait 588 habitants, en évolution de −5,92 % par rapport à 2016 (Ardèche : +2,48 %, France hors Mayotte : +2,11 %).
| 1793 | 1800 | 1806 | 1821 | 1831 | 1836 | 1841  | 1846  | 1851  |
| ---- | ---- | ---- | ---- | ---- | ---- | ----- | ----- | ----- |
| 705  | 773  | 756  | 800  | 932  | 990  | 1 170 | 1 212 | 1 240 |

| 1856  | 1861  | 1866  | 1872  | 1876  | 1881  | 1886  | 1891  | 1896  |
| ----- | ----- | ----- | ----- | ----- | ----- | ----- | ----- | ----- |
| 1 306 | 1 329 | 1 299 | 1 244 | 1 290 | 1 174 | 1 144 | 1 120 | 1 036 |

| 1901 | 1906 | 1911 | 1921 | 1926 | 1931 | 1936 | 1946 | 1954 |
| ---- | ---- | ---- | ---- | ---- | ---- | ---- | ---- | ---- |
| 938  | 876  | 787  | 649  | 600  | 561  | 481  | 419  | 362  |

| 1962 | 1968 | 1975 | 1982 | 1990 | 1999 | 2006 | 2011 | 2016 |
| ---- | ---- | ---- | ---- | ---- | ---- | ---- | ---- | ---- |
| 295  | 260  | 234  | 250  | 317  | 381  | 482  | 587  | 625  |

| 2021 | 2022 | - | - | - | - | - | - | - |
| ---- | ---- | - | - | - | - | - | - | - |
| 603  | 588  | - | - | - | - | - | - | - |

### Médias
La commune est située dans la zone de distribution de deux organes de la presse écrite :
- L'Hebdo de l'Ardèche

Il s'agit d'un journal hebdomadaire français basé à Valence et couvrant l'actualité de tout le département de l'Ardèche.
- Le Dauphiné libéré

Il s'agit d'un journal quotidien de la presse écrite française régionale distribué dans la plupart des départements de l'ancienne région Rhône-Alpes, notamment l'Ardèche. La commune est située dans la zone d'édition de Privas.

## Culture locale et patrimoine

### Lieux et monuments
Gras a conservé son allure de petit bourg médiéval préservé et possède plusieurs édifices religieux et un patrimoine vernaculaire typique, avec ses  murs en pierres sèches,.

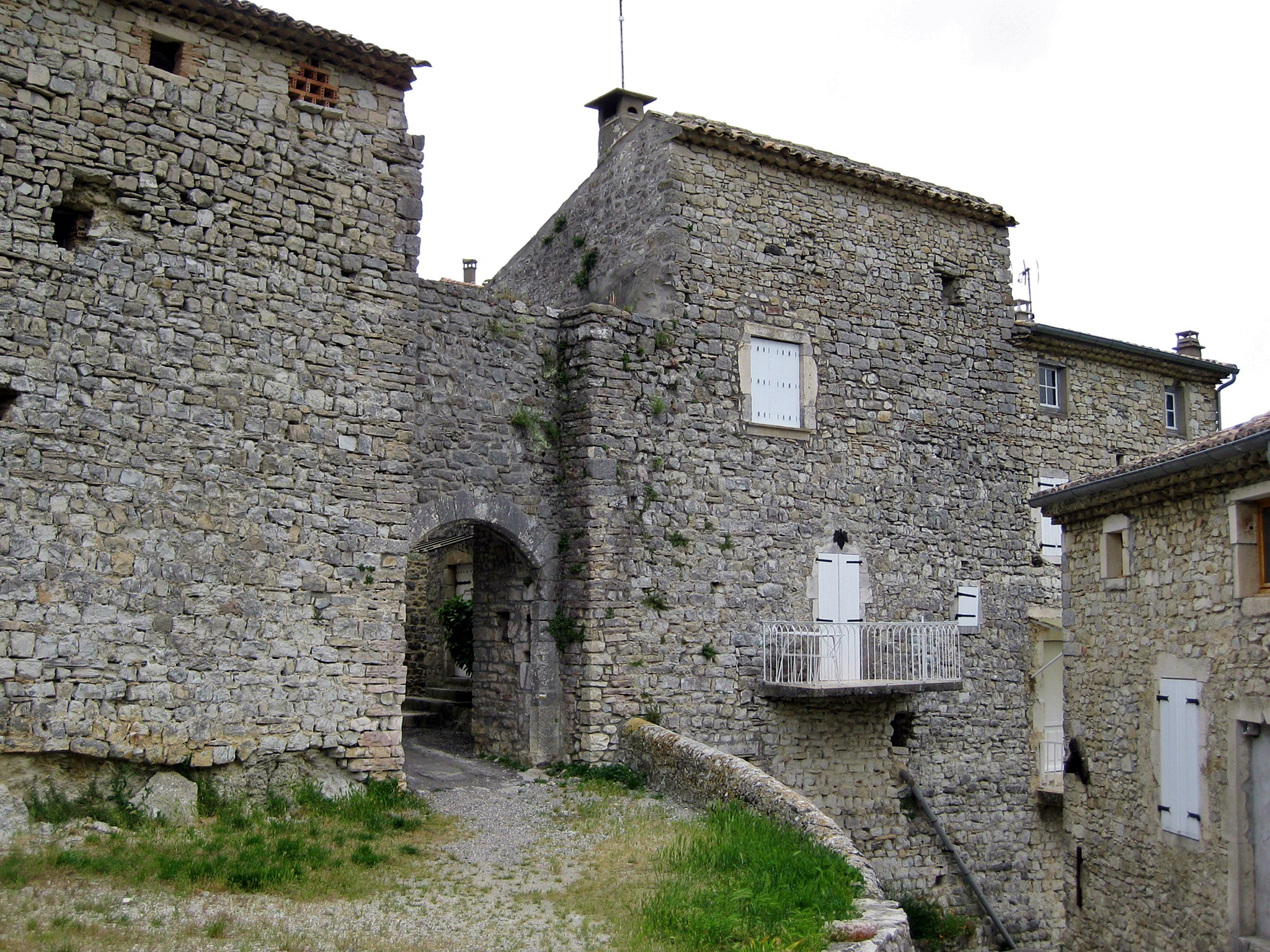
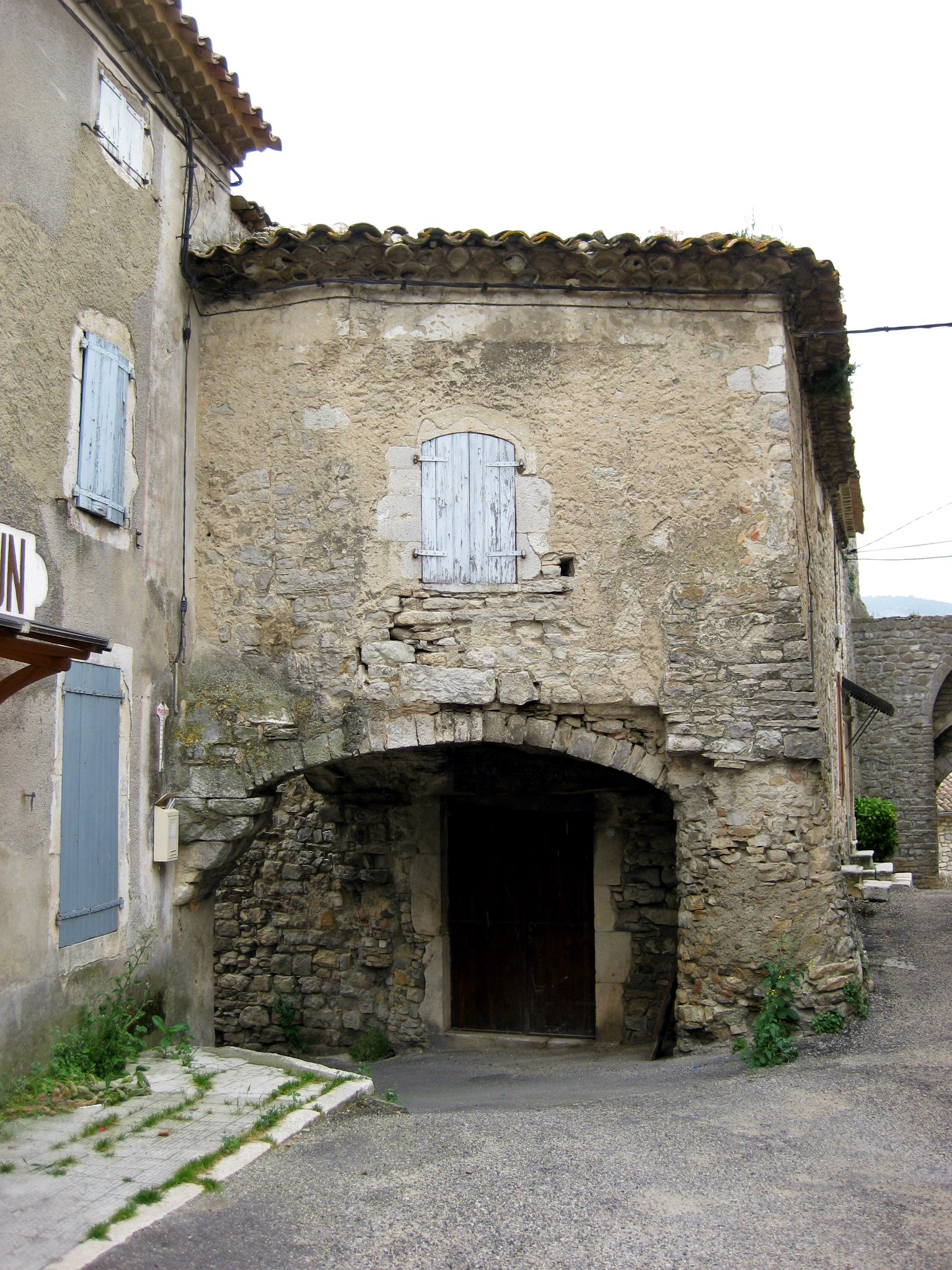
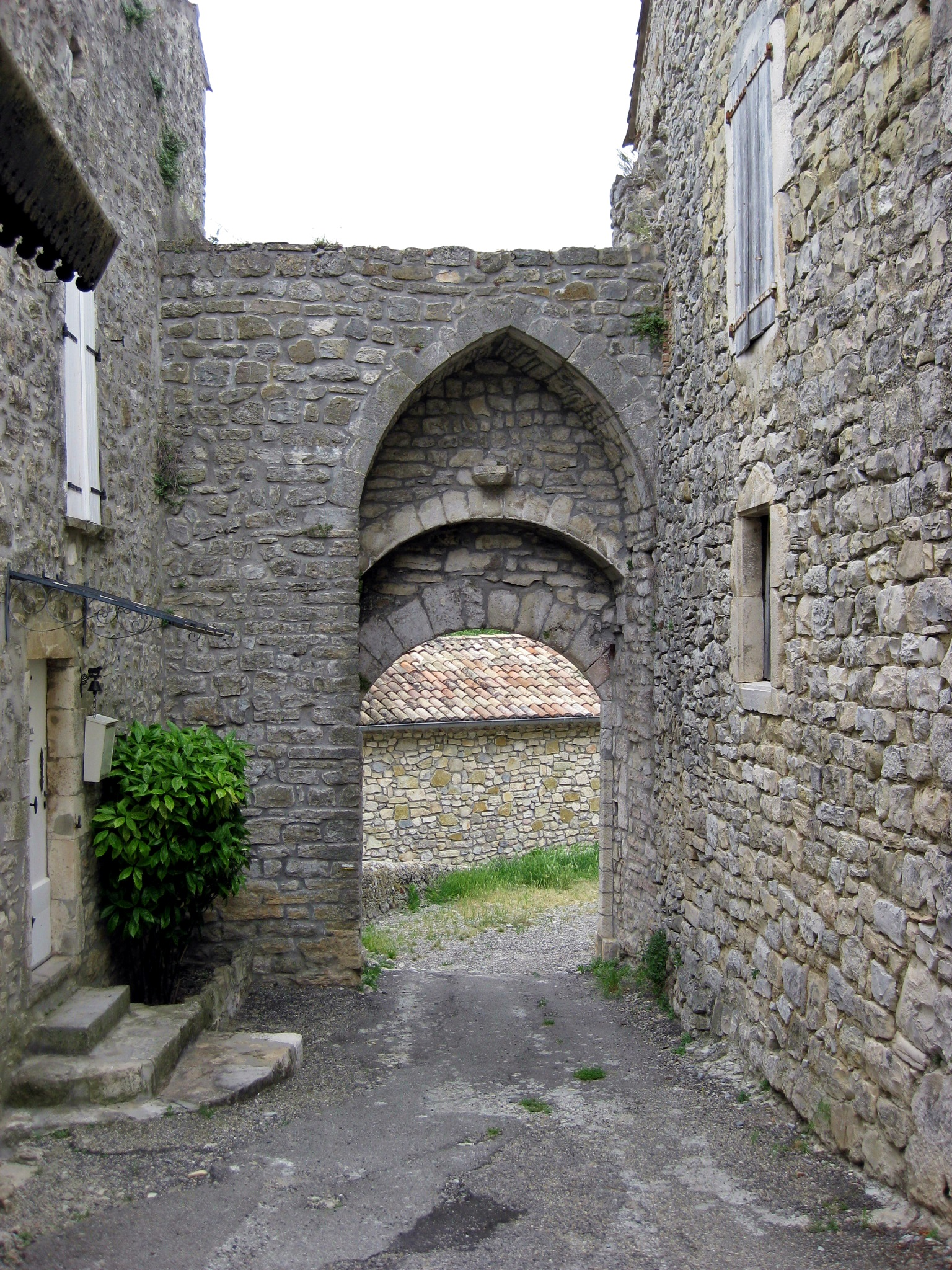
Porte de Pla Monta.
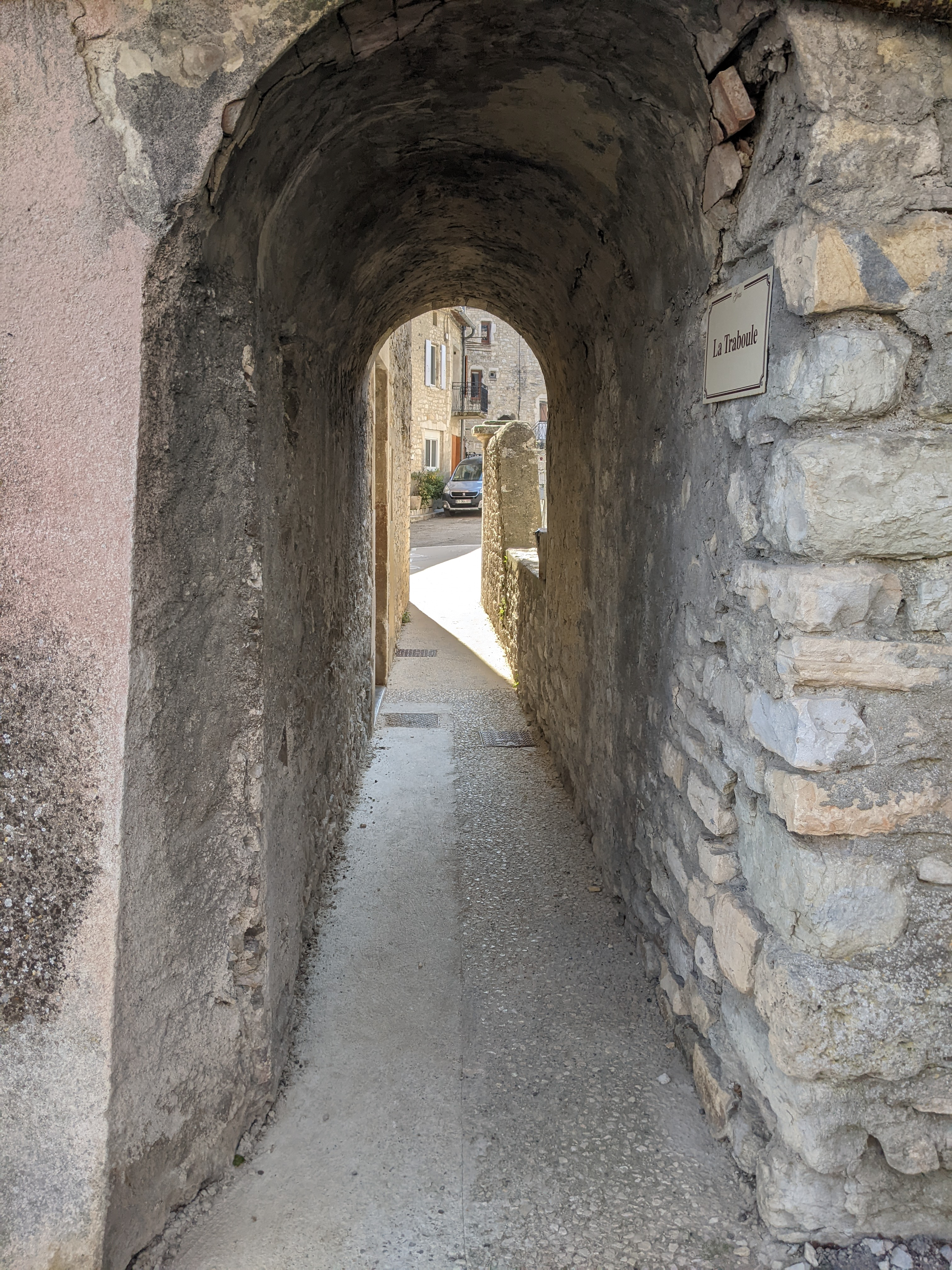
La Traboule.

On peut signaler : 
- L’église Notre-Dame-de-l'Assomption  Classé MH (1992)[26], datée de 1652, et qui est probablement construite à l'emplacement d'un édifice antérieur. Elle est bâtie sur les remparts du village, dont l'une des tours constitue le clocher.

L'église Notre-Dame-de-l'Assomption
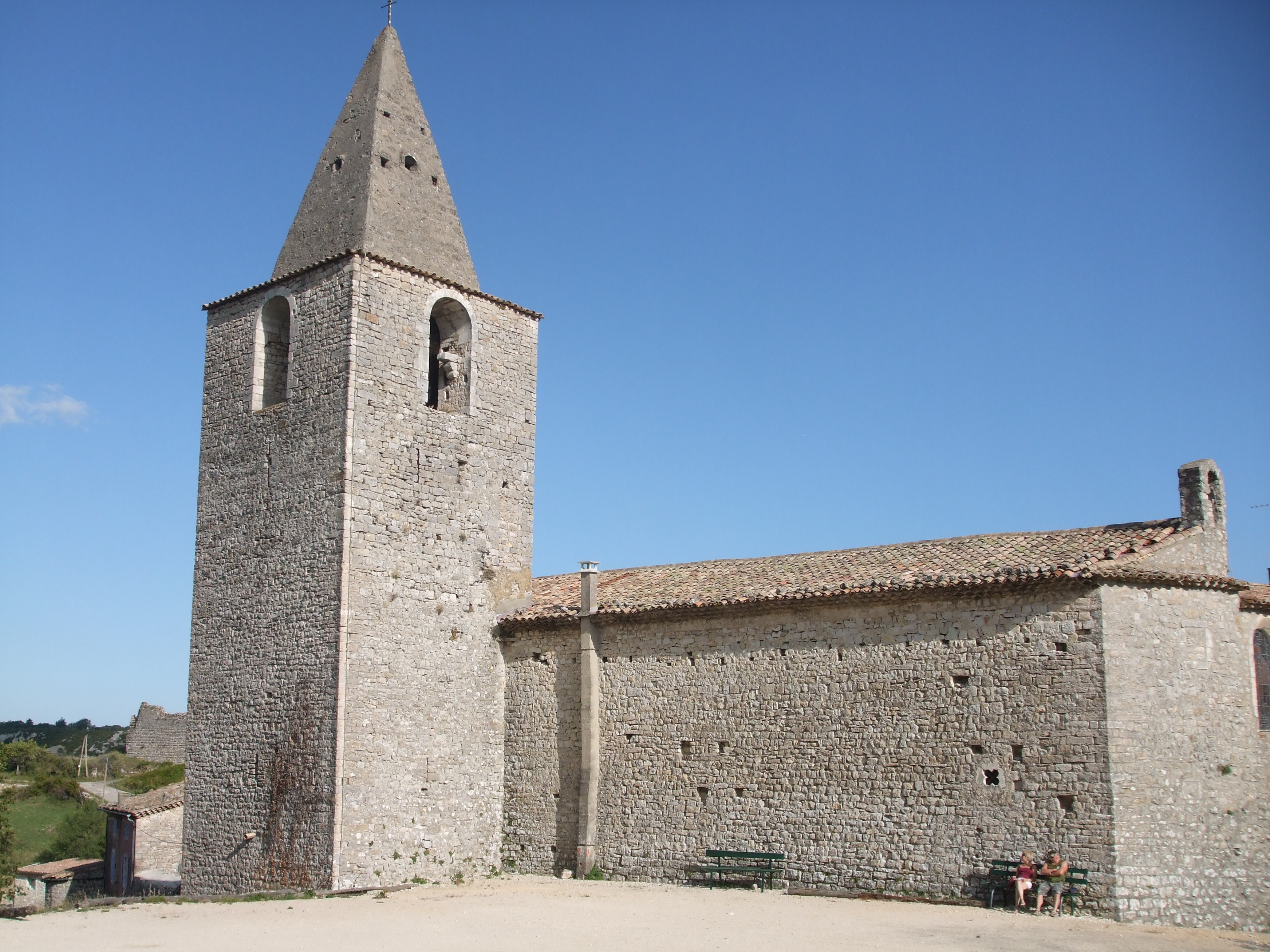
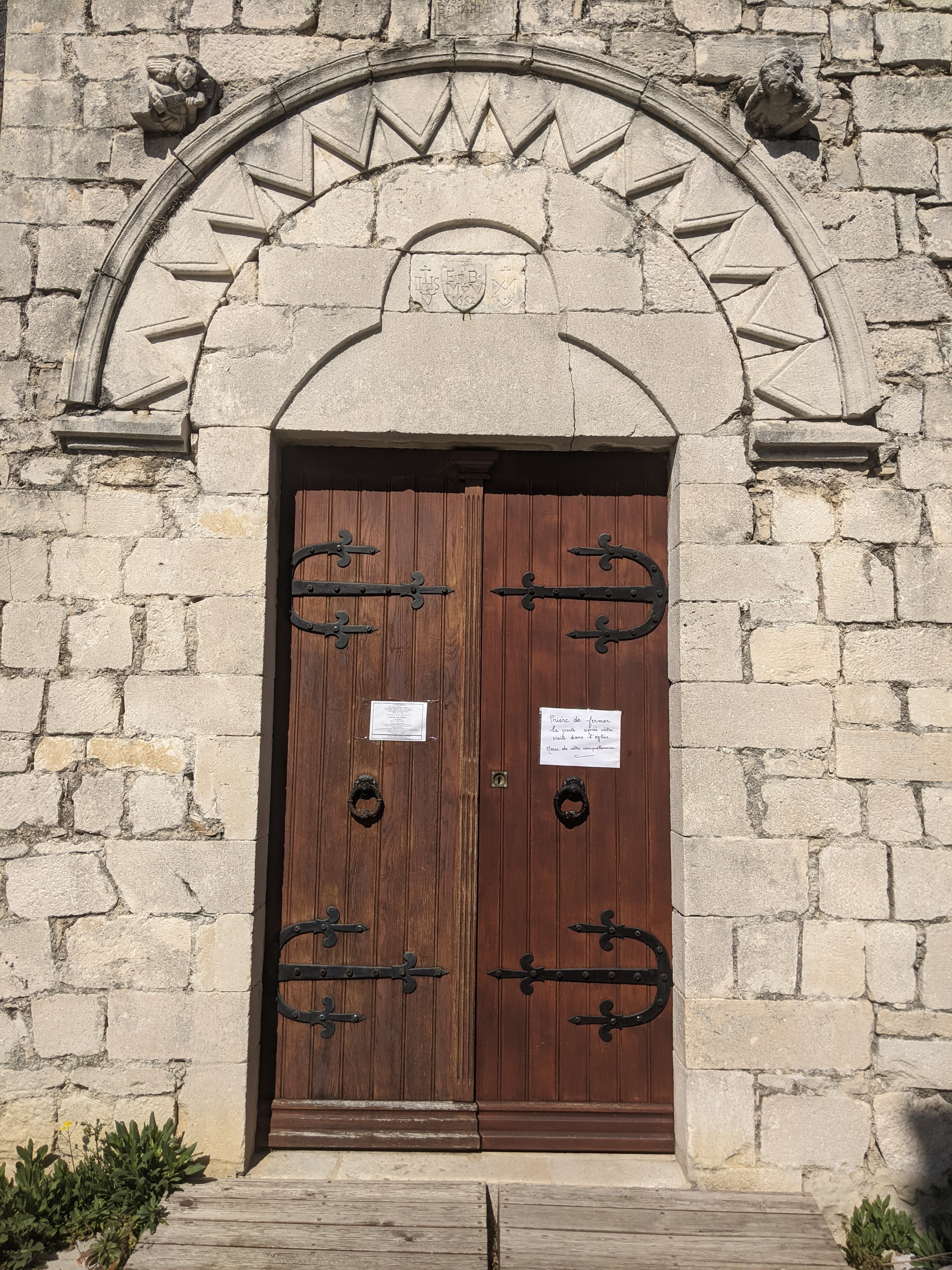
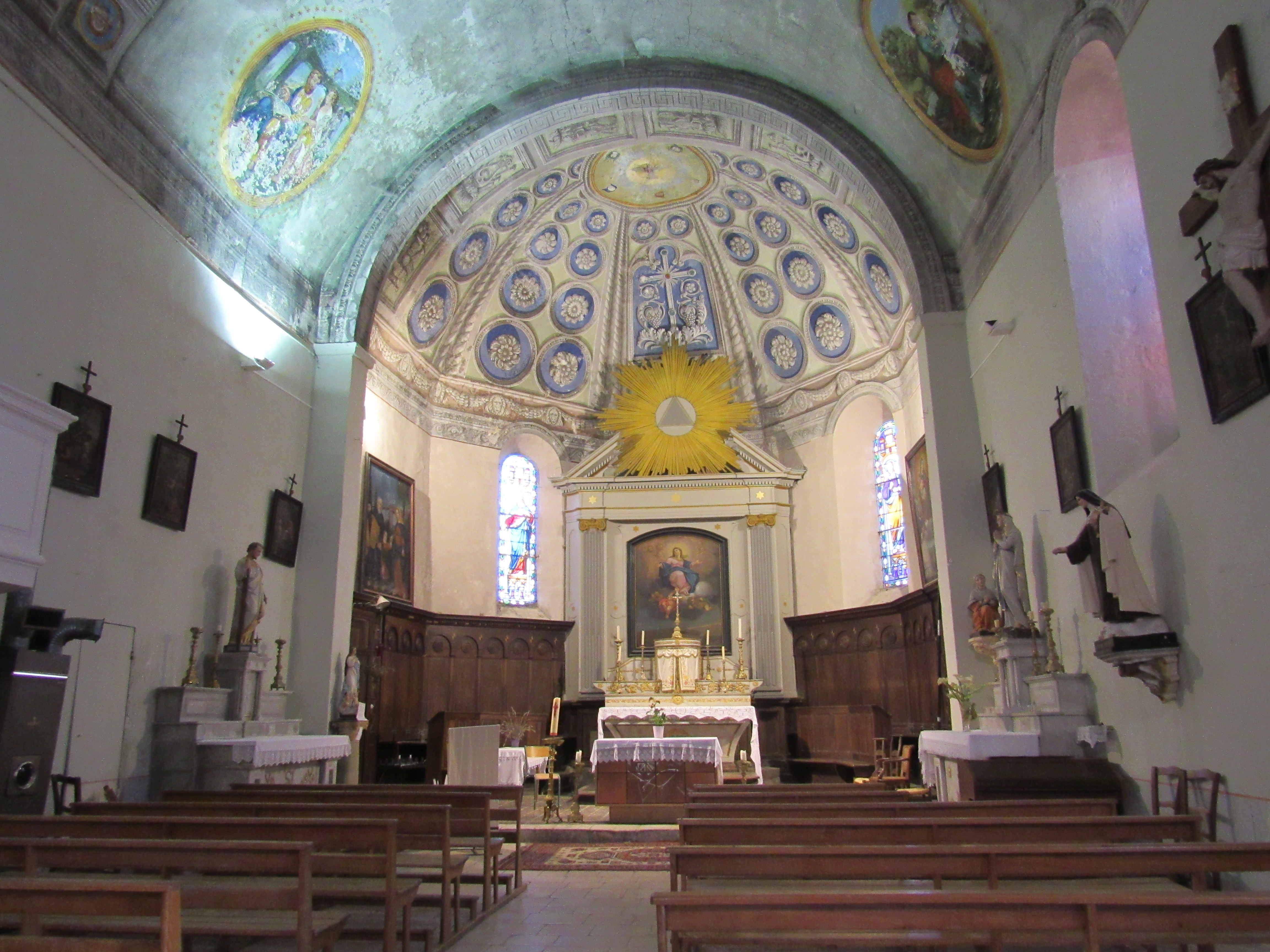
La nef
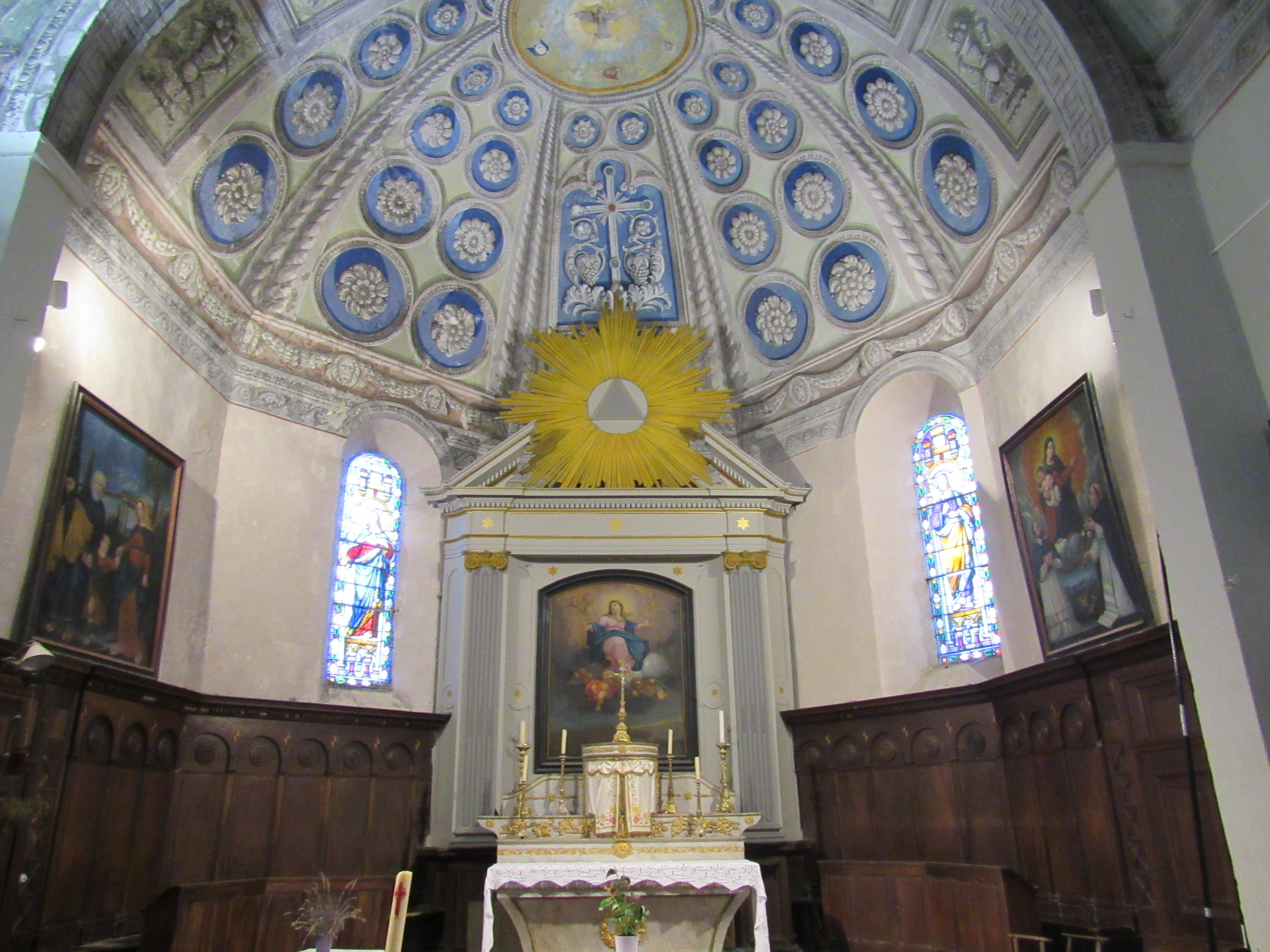
Le chœur.
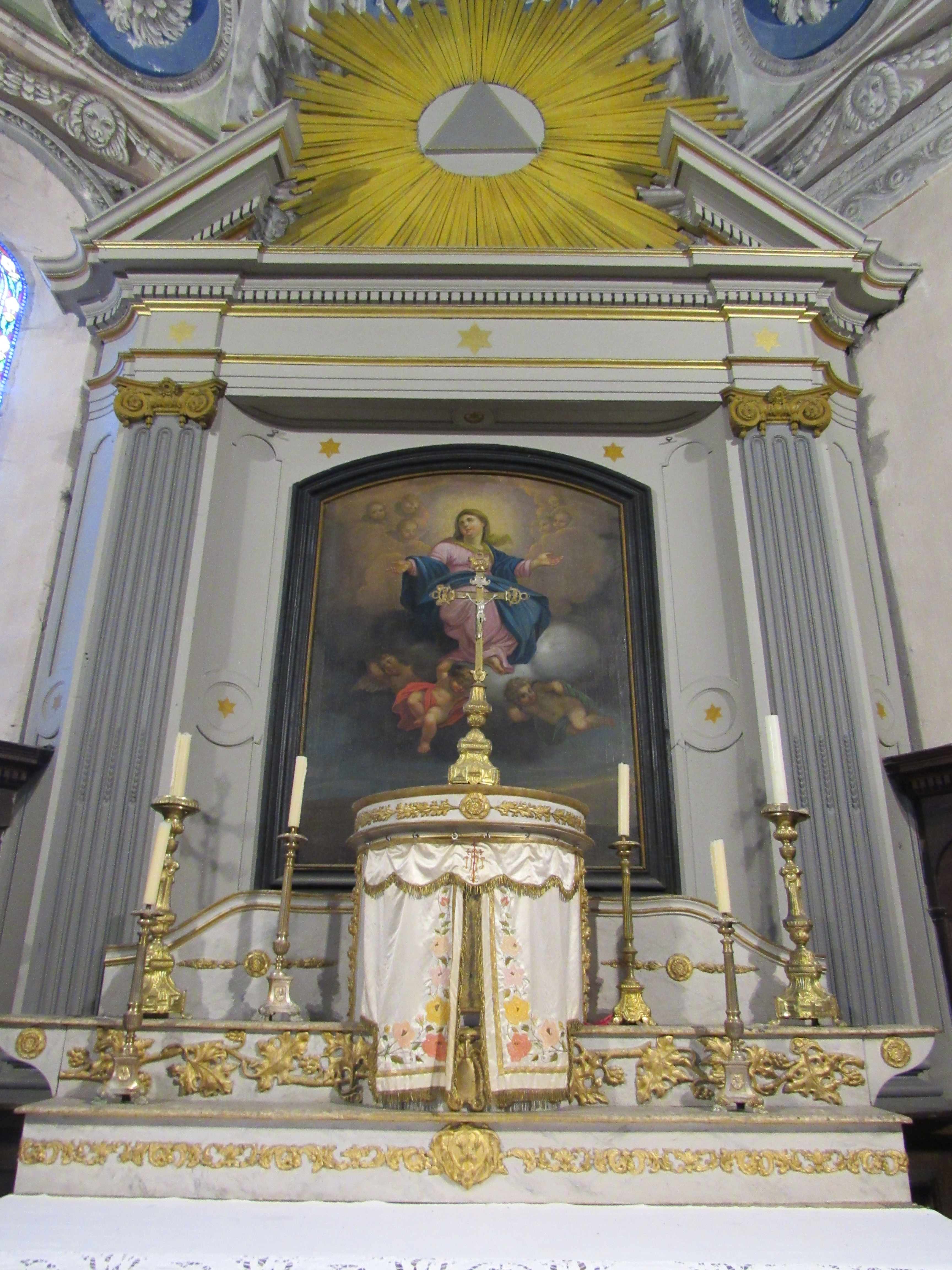
Le maître-autel et son retable.

- chapelle Saint-Blaise  Inscrit MH (1935)[27], située près du cimetière  et datant du XIIe siècle

La chapelle Saint-Blaise
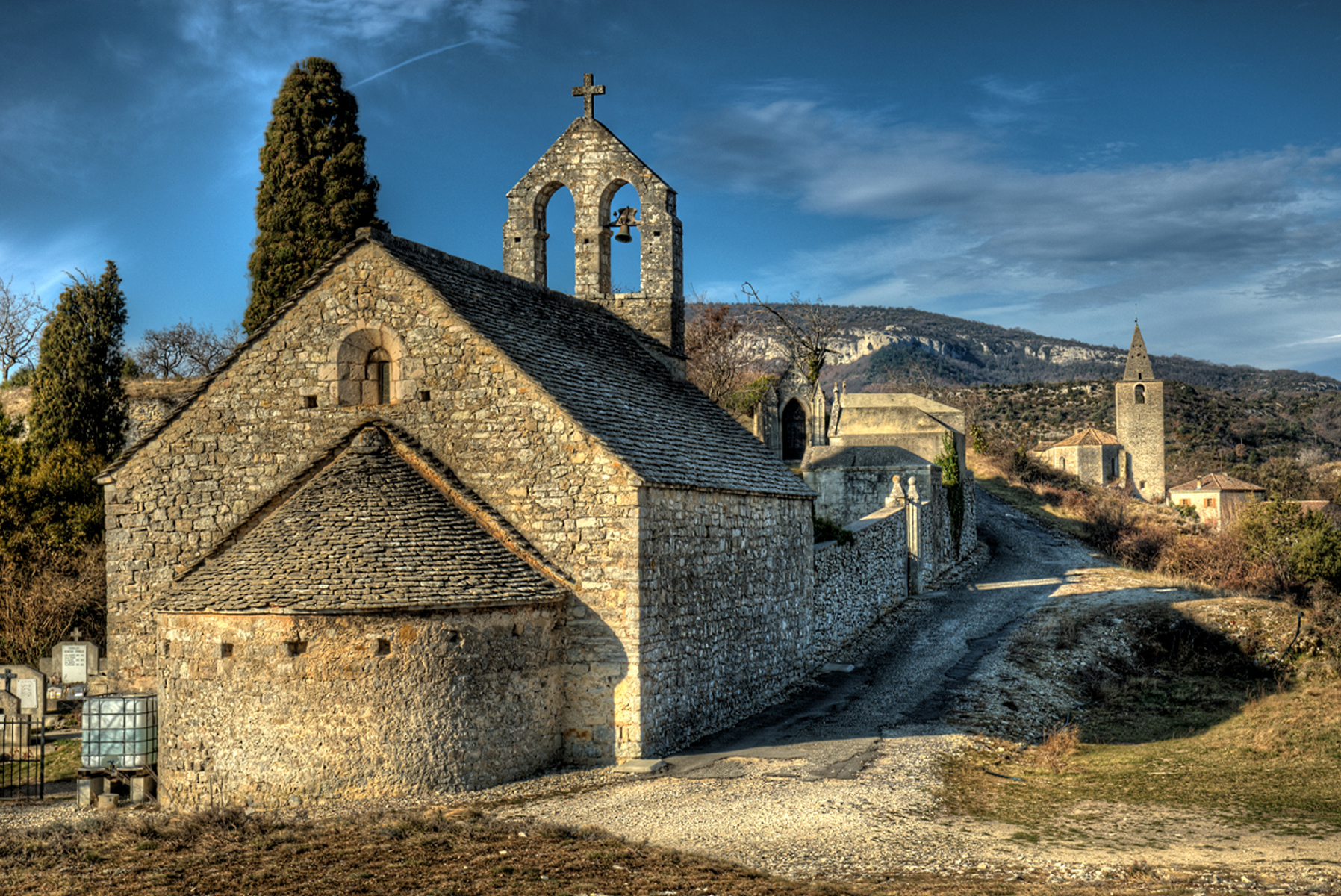
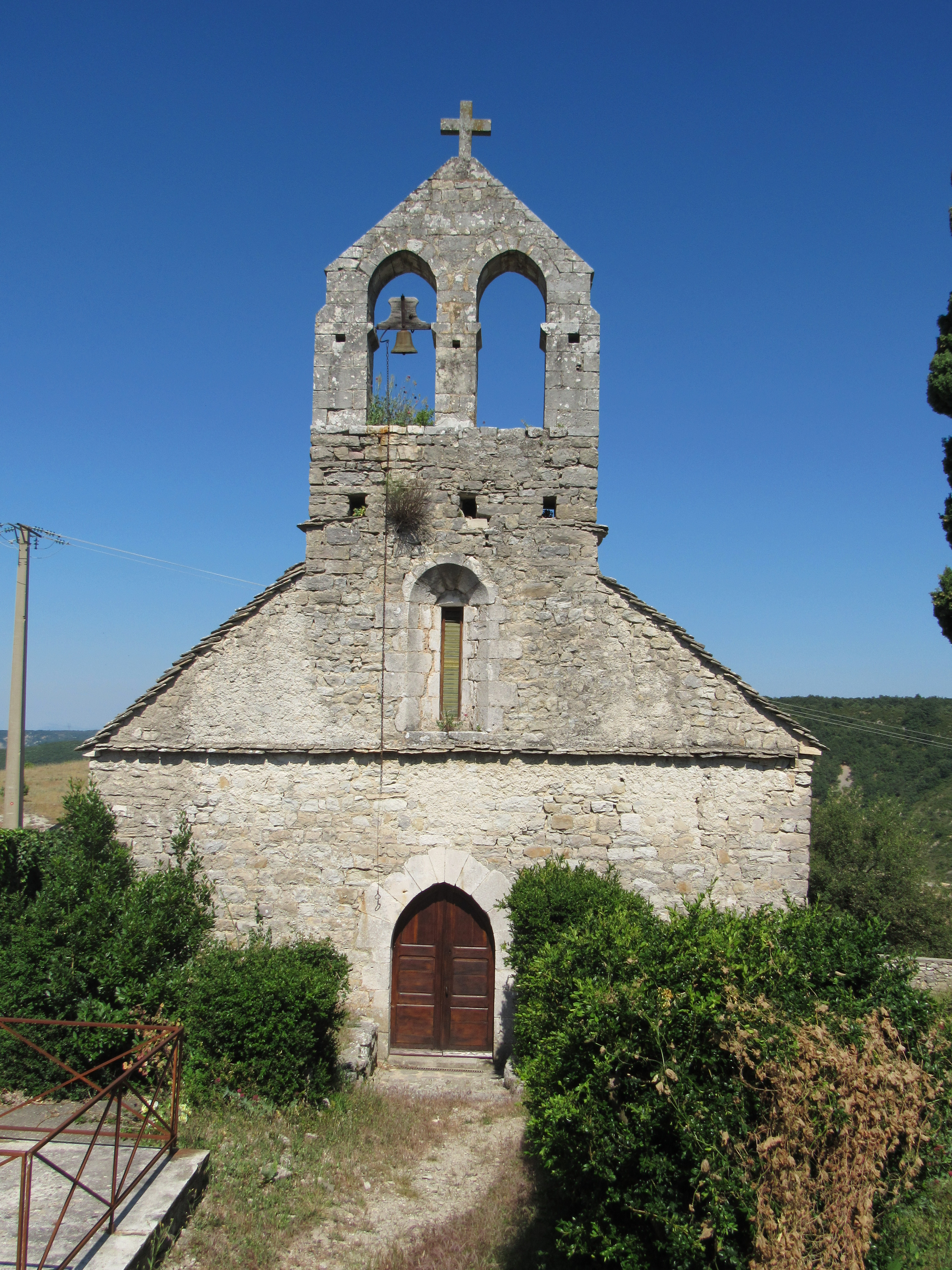
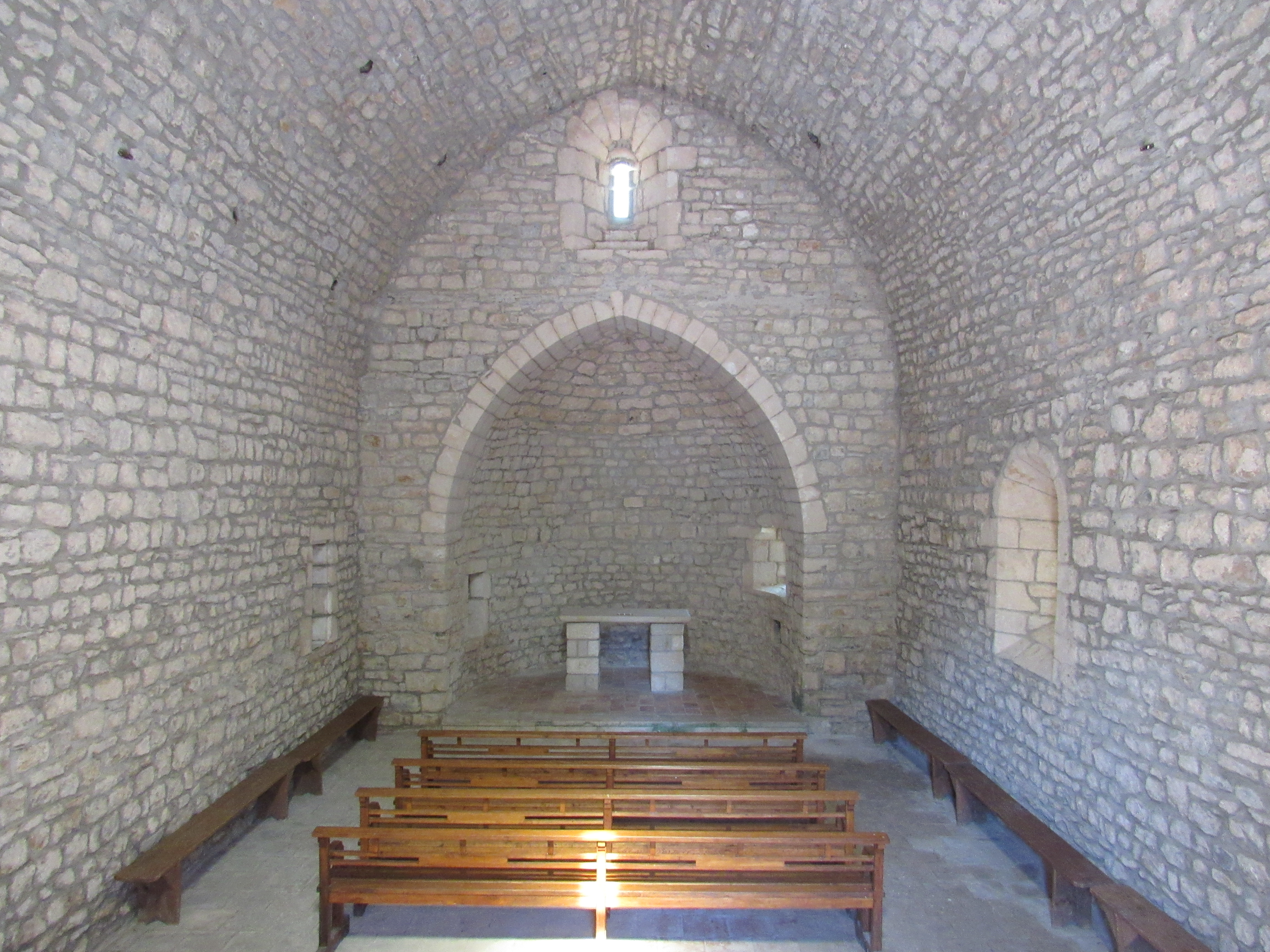

- Église Saint-Vincent de Saint-Vincent.

L'église Saint-Vincent
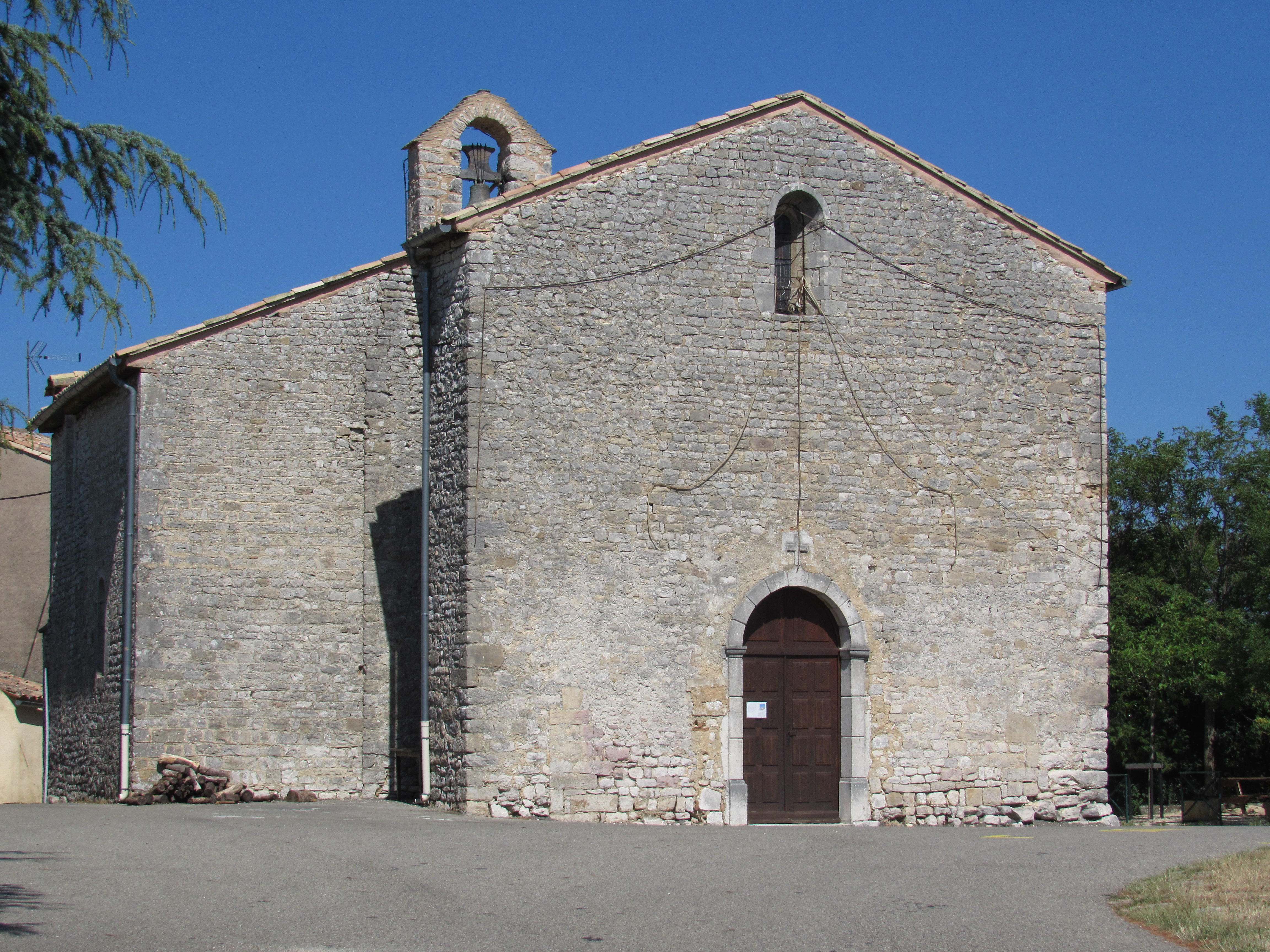
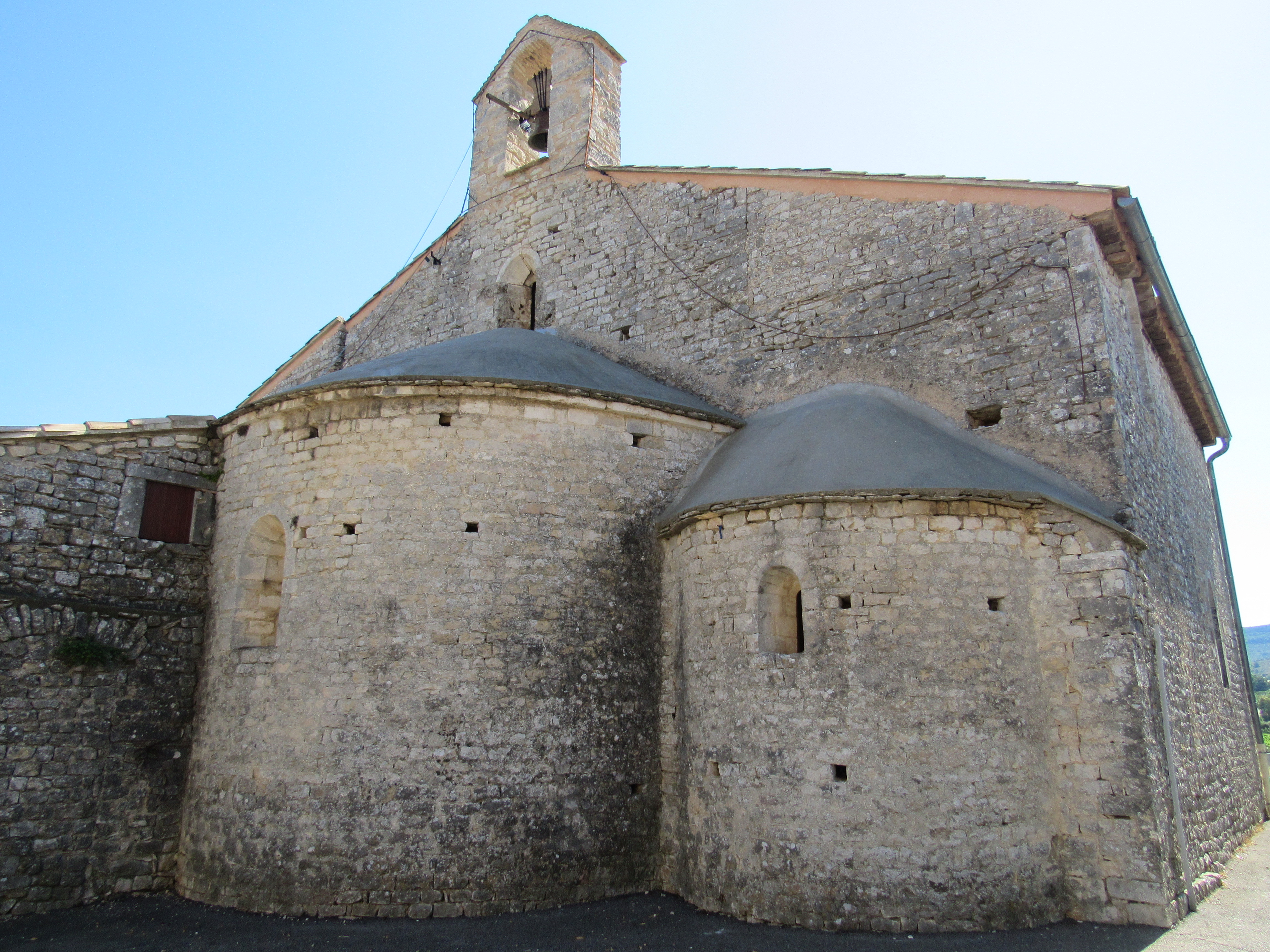
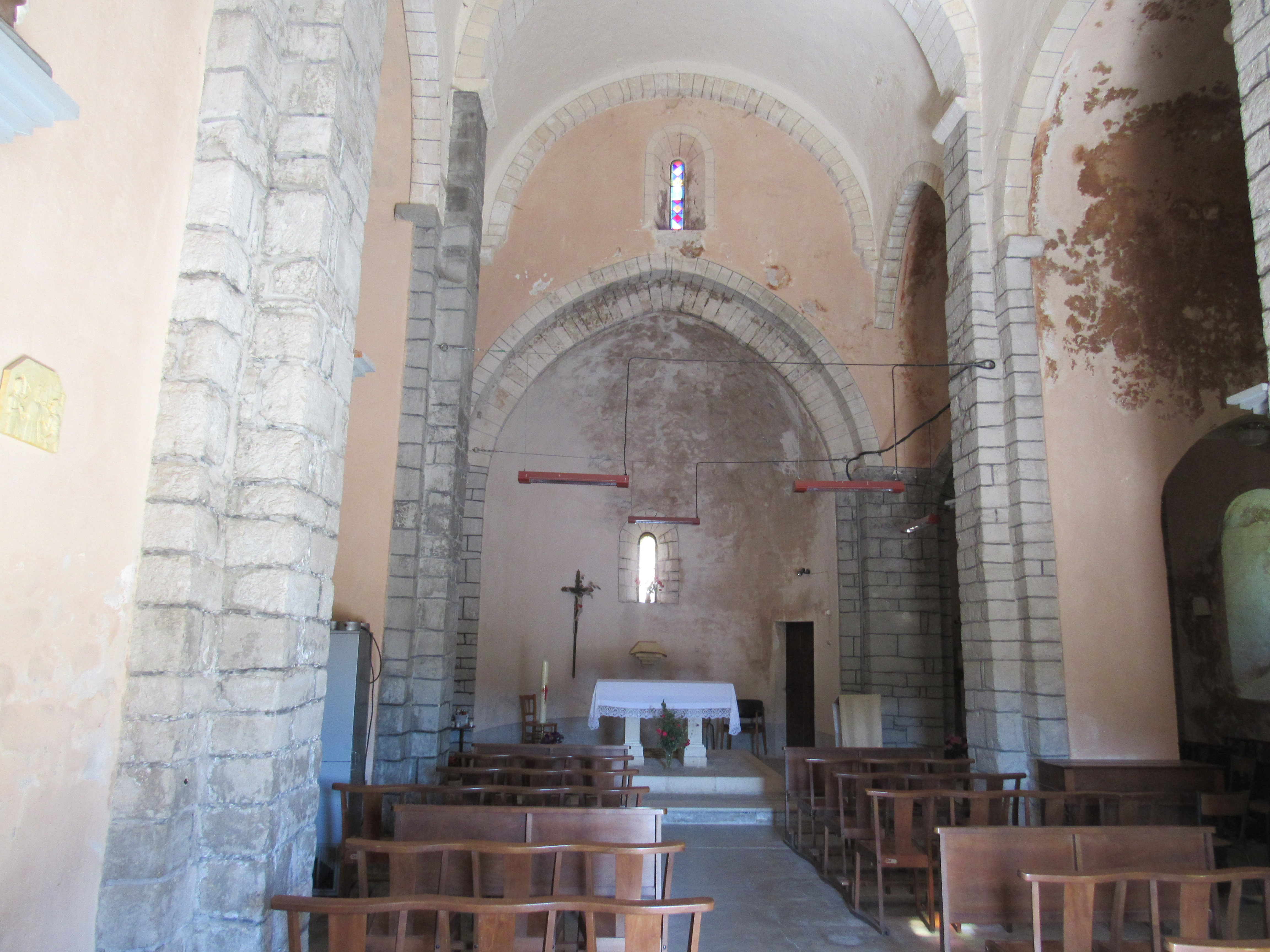

- Chapelle du Sacré-Coeur de Rimouren.

La chapelle de Rimoren
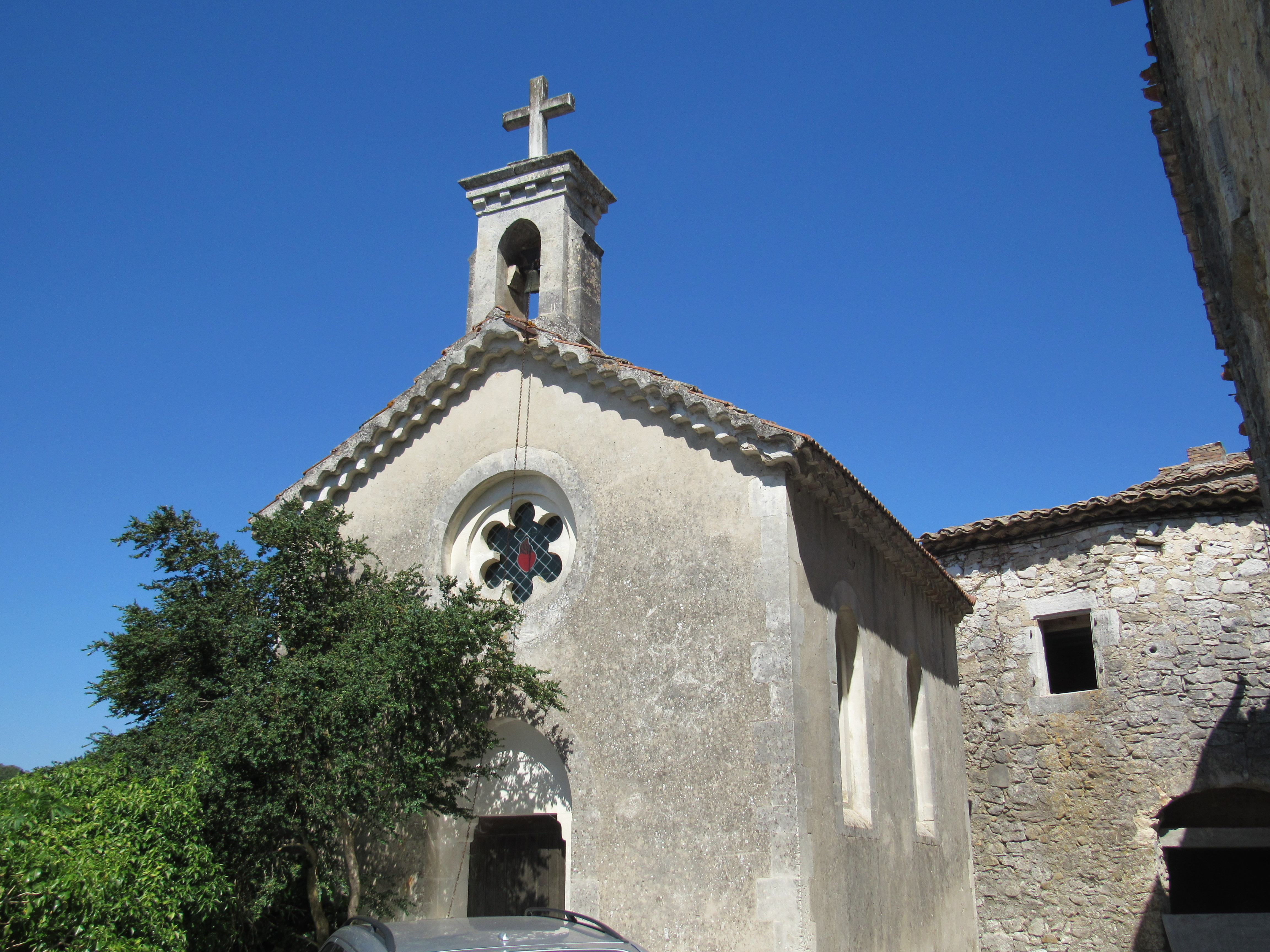

- Grotte de la Vacheresse  Inscrit MH (1995)[28], propriété privée.

### Personnalités liées à la commune
- Joseph François de Serre de Gras (1739-1805),  général de brigade de la Révolution française, né à Gras.

## Pour approfondir